# Huskvarna stadspark
Huskvarna stadspark är en naturpark i Huskvarna i Sverige, belägen vid Huskvarnabergens fot. Den så kallade Stadsparksstugan stod färdig 1914. Under 2012-2013 rustades parken, som har gamla anor, upp.

### Fotnoter
1. ↑  ”Norrängspromenaden 6 km”. Jönköpings kommun. http://www.jonkoping.se/download/18.3d2c173e138510a42ca8a/1341475678269/Norr%C3%A4ngspromenaden.pdf. Läst 14 november 2015.
2. ↑  ”Stadsparken, Huskvarna”. Jönköpings kommun. http://www.jonkoping.se/upplevagora/friluftslivochmotion/parkerochgronomraden/stadsparkenhuskvarna.4.7a1f311c13f106316b1508e.html. Läst 14 november 2015.